# اونگجین
اونگجین، معروف به گومانارو (هانگول: 고마 나루، به معنای: "بندر خرس") سابقاً شهری در شبه جزیره کره بود. این مکان امروزه در شهر گنگجو که در استان چونگچانگ جنوبی، کره جنوبی قرار دارد واقع شده‌است. این شهر از سال ۴۷۵ تا ۵۳۸ میلادی پایتخت بکجه بود. هنگامی که ویری‌سئونگ (سئول امروزی) پایتخت بکجه در سال ۴۷۵ میلادی توسط گوگوریو تصرف شد پادشاه مونجو پایتخت را به این شهر منتقل کرد. در سال ۵۳۸، پادشاه سئونگ پایتخت را به شهر سابی (در شهرستان بویو امروزی) منتقل کرد. امروزه این شهر با نام گنگجو شناخته می‌شود.

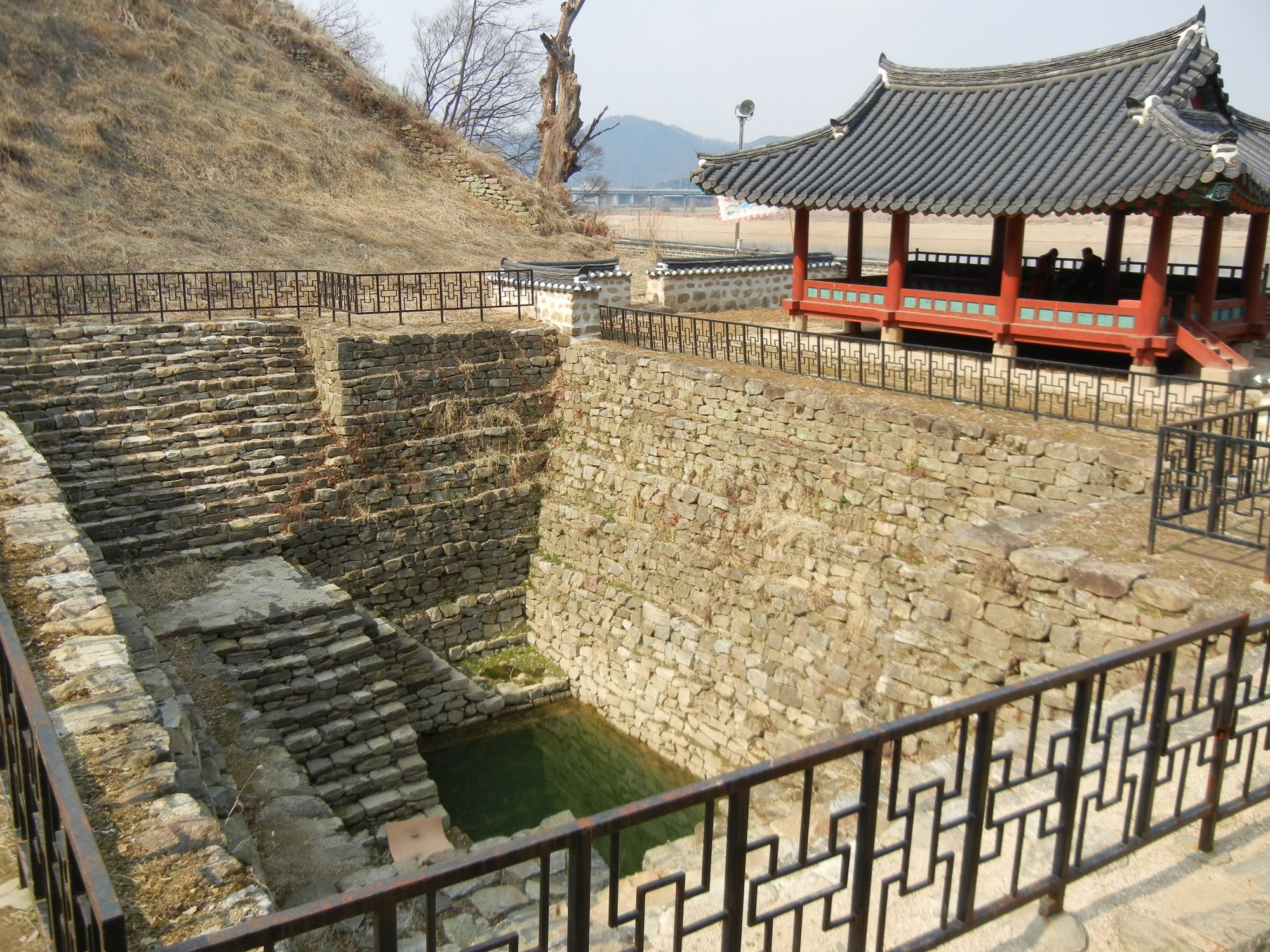
خرابه‌های قلعه گونگسان‌سئونگ، اونگجین، بکجه

از مکانهای تاریخی برجسته شهر اونگجین می‌توان به قلعه گونگسان و مقبره پادشاه موریونگ اشاره کرد.

## تاریخچه
در سال ۴۷۵ میلادی، جانگسو پادشاه گوگوریو به بکجه حمله کرد. در این حمله پادشاه گائه رو دوم کشته شد و نخستین پایتخت بکجه یعنی شهر ویری‌سئونگ توسط گوگوریو تصرف و نابود شد. پادشاه مونجو که به تازگی به حکومت رسیده بود پایتخت را به شهر اونگجین منتقل کرد.
در زمان سلطنت پادشاه موریونگ، پادشاهی بکجه ثبات سیاسی خود را بازیافت و بکجه با دودمان لیانگ از چین و ژاپن روابط سیاسی برقرار کرد. بکجه فرهنگ چینی را اقتباس نمود و آن را به شیلا، گایا و ژاپن عرضه کرد.
اونگجین موقعیت خود را تا زمان انتقال پایتخت بکجه به شهر سابی در سال ۵۳۸ که توسط پادشاه سئونگ انجام شد حفظ کرد. دوره اونگجین به عنوان دوره احیای قدرت ملی و ثبات سیاسی بکجه شناخته می‌شود.